# 282630 Caroljones
282630 Caroljones este o planetă minoră (asteroid) din centura de asteroizi. A fost descoperită pe 3 septembrie 2005 la Mauna Kea Observatories⁠(d) de Paul A. Wiegert⁠(d). 
Obiectul prezintă o orbită caracterizată de o semiaxă mare de 3,1467162938748 UAi, o excentricitate de 0,12826783060271, o înclinație de 10,252492136988 ° în raport cu ecliptica.